# Blaž Tomaževič
Blaž Tomaževič (* 14. Oktober 1997 in Jesenice) ist ein slowenischer Eishockeyspieler, der seit 2024 beim HK Olimpija aus der österreichischen Eishockeyliga unter Vertrag steht.

## Karriere
Blaž Tomaževič stammt aus dem HD mladi Jesenice und durchlief dort die Nachwuchsmannschaften. Im September 2013 wechselte er zum Villacher SV, mit dem er am Spielbetrieb der österreichischen U18- und U20-Liga teilnahm. 2016 kehrte er nach Jesenice zurück und spielte für den HDD Jesenice, für den er ebenfalls in der österreichischen U20-Liga, und außerdem in der Alps Hockey League sowie der slowenischen Eishockeyliga auflief. In den Jahren 2017, 2018 und 2021 wurde er Slowenischer Meister sowie 2018 und 2021 auch Pokalsieger. 2021 wechselte er zum HK Olimpija, für den er in der Österreichischen Eishockey-Liga und der slowenischen Liga spielte, und mit dem er 2022 erneut das slowenische Double gewinnen konnte. Anschließend zog es ihn erneut nach Villach, wo er ebenfalls in der Österreichischen Eishockey-Liga aktiv war.
2024 wechselte er zusammen mit Robert Sabolič ligaintern zum HK Olimpija zurück.

### International
Im Juniorenbereich spielte Tomaževič für Slowenien bei den U18-Weltmeisterschaften 2014 und 2015 sowie den U20-Weltmeisterschaften 2016 und 2017 jeweils in der Division I.
In der Spielzeit 2018/19 wurde er erstmals in der slowenischen Herren-Auswahl eingesetzt. Seinen ersten Turniereinsatz bekam er 2020 bei der Qualifikation für die Olympischen Winterspiele in Peking 2022. Es folgte im Mai 2021 der Einsatz beim Beat Covid-19 Ice Hockey Tournament, das der slowenische Verband als Ersatz für die ausgefallene Weltmeisterschaft der Division I mit sechs Nationalmannschaften veranstaltete, und das er mit seinem Team gewann. Seine erste Weltmeisterschaft folgte 2022 in der Division I, als den Slowenen der Aufstieg in die Top-Division gelang. Dort spielte er dann bei der Weltmeisterschaft 2023.

## Erfolge und Auszeichnungen
- 2017 Slowenischer Meister mit dem HDD Jesenice
- 2018 Slowenischer Meister und Pokalsieger mit dem HDD Jesenice
- 2021 Slowenischer Meister und Pokalsieger mit dem HDD Jesenice
- 2022 Slowenischer Meister und Pokalsieger mit dem HK Olimpija

### International
- 2021 Gewinn des Beat Covid-19 Ice Hockey Tournament
- 2022 Aufstieg in die Top-Division bei der Weltmeisterschaft der Division I, Gruppe A